# Houten kerken van zuidelijk Małopolska
De Houten kerken van zuidelijk Małopolska (voor juni 2013 ingeschreven als "Houten kerken van zuidelijk Klein-Polen") (Pools: Drewniane kościoły południowej Małopolski) zijn zes middeleeuwse kerken in de Poolse woiwodschappen Klein-Polen en Subkarpaten. Zij staan sinds 2003 op de Werelderfgoedlijst van de UNESCO als buitengewone voorbeelden van de katholieke middeleeuwse kerkbouwtraditie in een relatief geïsoleerd deel van Centraal-Europa. De zes kerken zijn gekozen omdat zij de best bewaarde voorbeelden zijn van gotische kerkbouw met gebruik van horizontaal geplaatste boomstammen. Het hoge technische en artistieke niveau van de kerken getuigt van hun functie als symbool van het sociale en politieke prestige van de lokale elite.
De zes beschermde kerken zijn:
- Kerk van Sint Michaël de Aartsengel in Binarowa (ca. 1500)
- Allerheiligenkerk in Blizne (voor 1470)
- Kerk van Sint Michaël de Aartsengel in Dębno (15e eeuw)
- Kerk van Maria-Hemelvaart en Sint Michaël de Aartsengel in Haczów (1388)
- Sint-Leonarduskerk in Lipnica Murowana (einde 15e eeuw)
- Kerk van Sint-Filippus en Sint-Jacobus in Sękowa, (vanaf 1520)

Deze gotische kerken kennen allemaal een gelijke opzet. Zij bestaan uit een schip dat bijna vierkant is met aan de oostzijde een smal, meestal driezijdig gesloten koor. Oorspronkelijk hadden de kerken geen torens. De invloed van de gotiek blijkt vooral uit de vormgeving van onderdelen zoals deuren, ramen en bogen. De kerken hadden een rijk beschilderd interieur, maar het schilderwerk en de inrichting zijn later meestal in barok- of rococostijl gewijzigd.
De Poolse houten kerken staan aan het begin van een lange traditie van houtbouw in de Karpaten. De gebouwen behoren tot de oudste bewaard gebleven houten kerken na de Noorse staafkerken. In de bouw van de houten kerken weerspiegelen zich de verschillende architectuurtradities die ook in West-Europa te vinden zijn. Naast de gotiek zijn dat de barok en het rococo. Daarnaast is sprake van invloed vanuit de Oosters-orthodoxe kerkbouw. In de beide woiwodschappen Klein-Polen en Subkarpaten is nog een groot aantal houten kerken van recentere datum te vinden. Vergelijkbare kerken zijn er ook in andere gedeelten van de Karpaten, waarvan de kerken in de Slowaakse Karpaten en de Maramureş (in Roemenië) eveneens op de Werelderfgoedlijst geplaatst zijn.

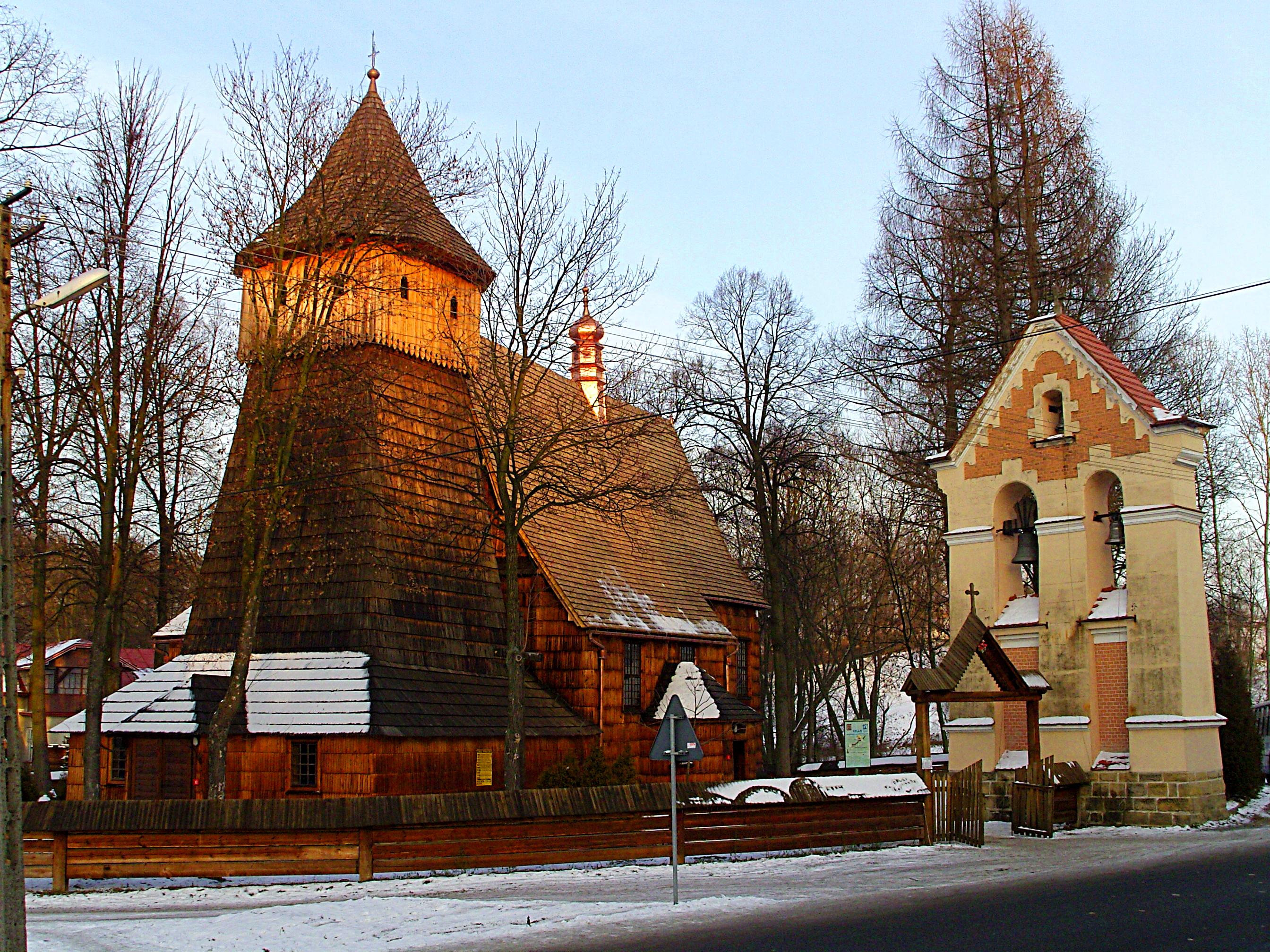
Binarowa
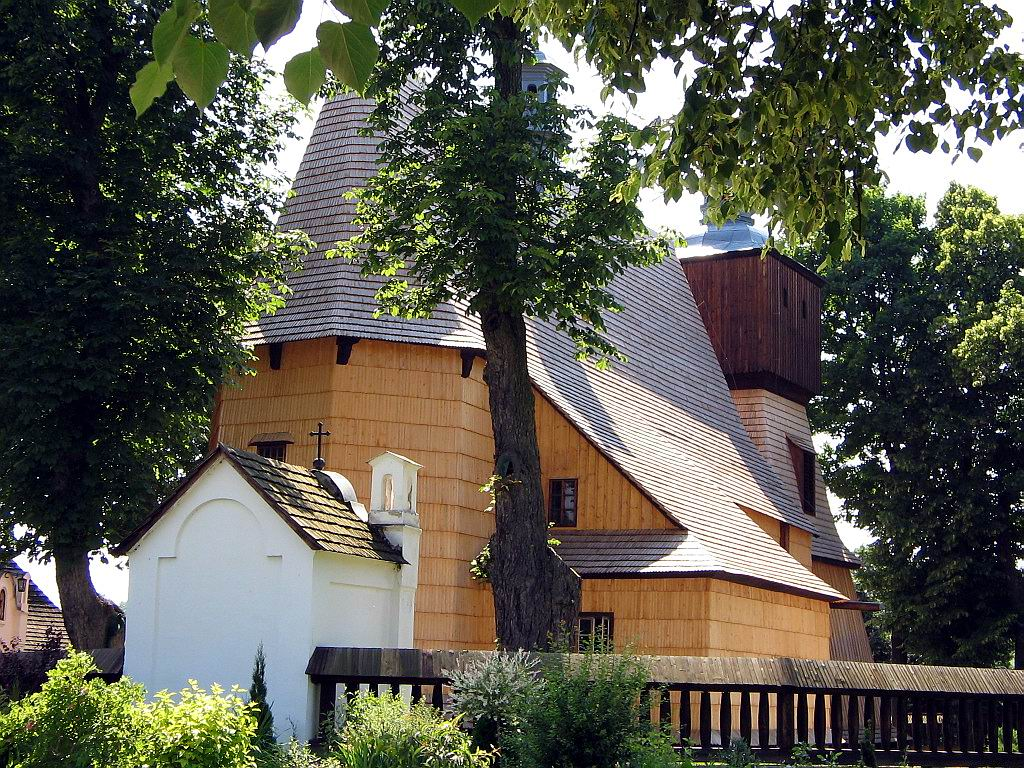
Blizne
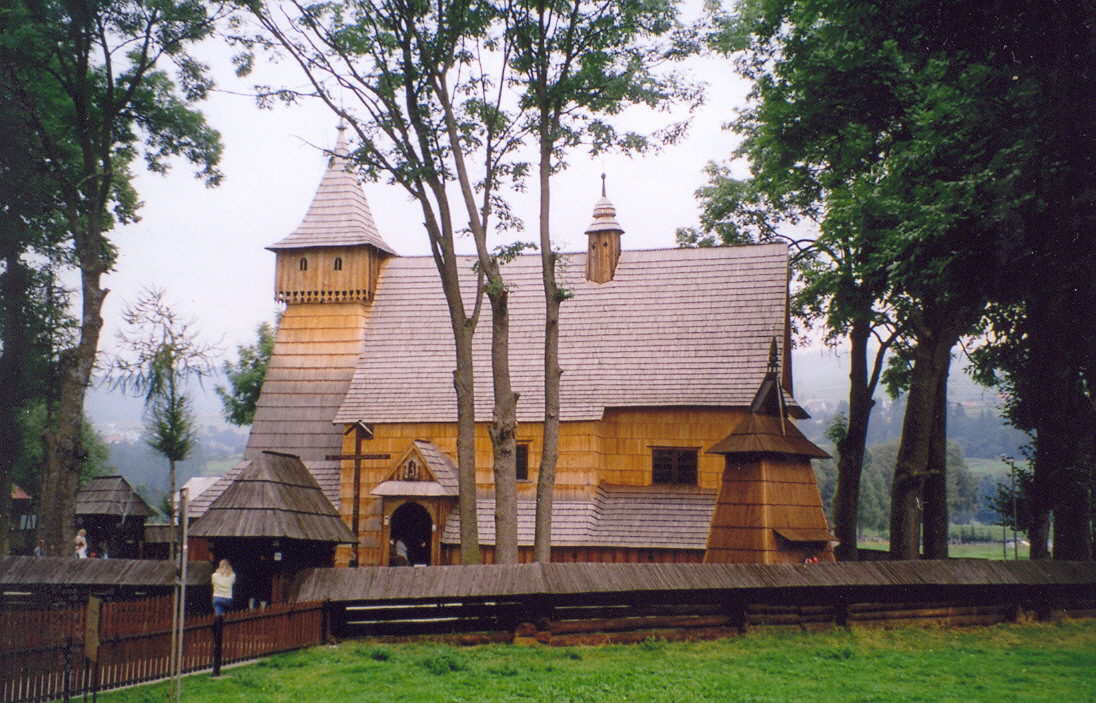
Dębno
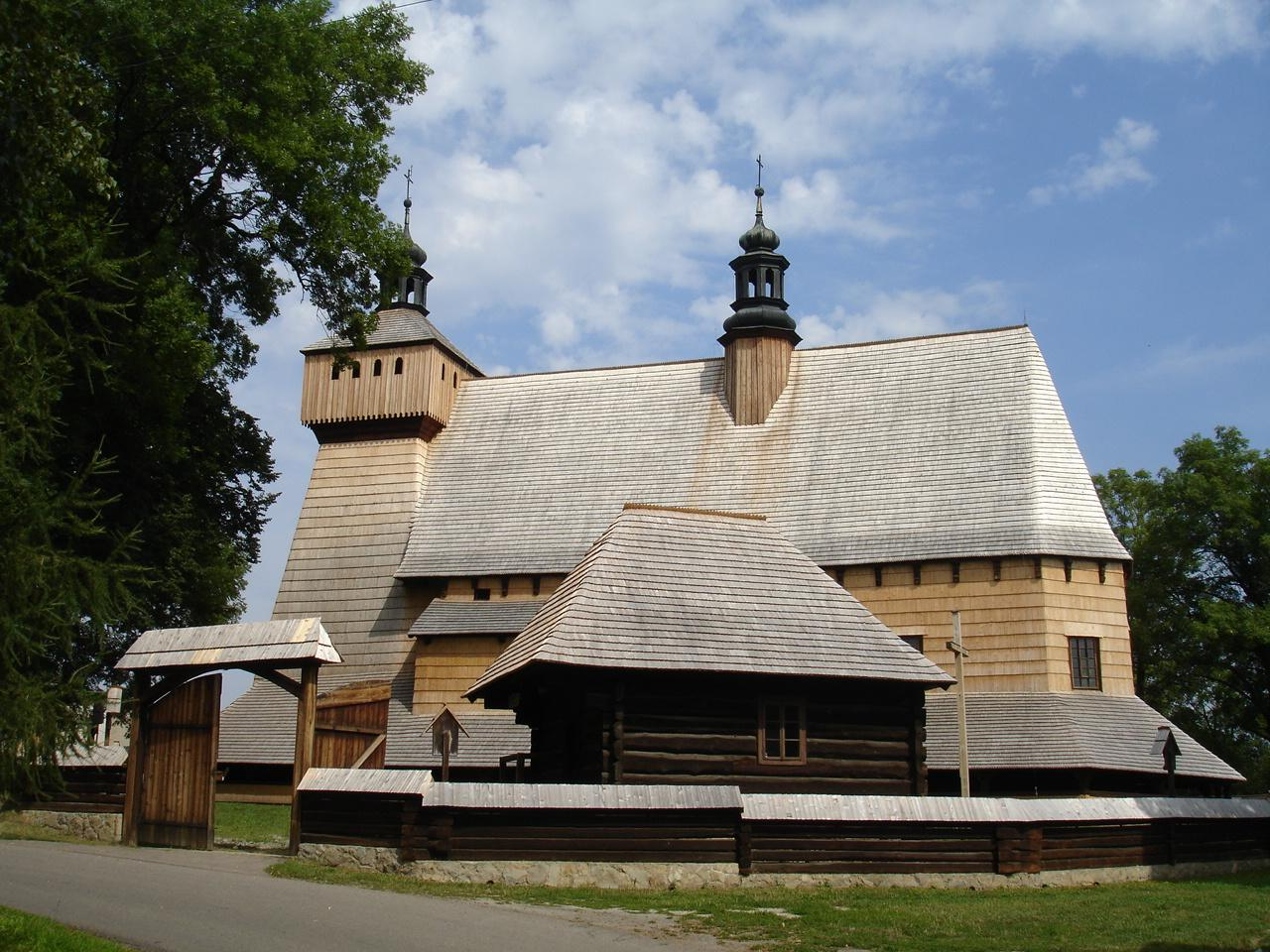
Haczów
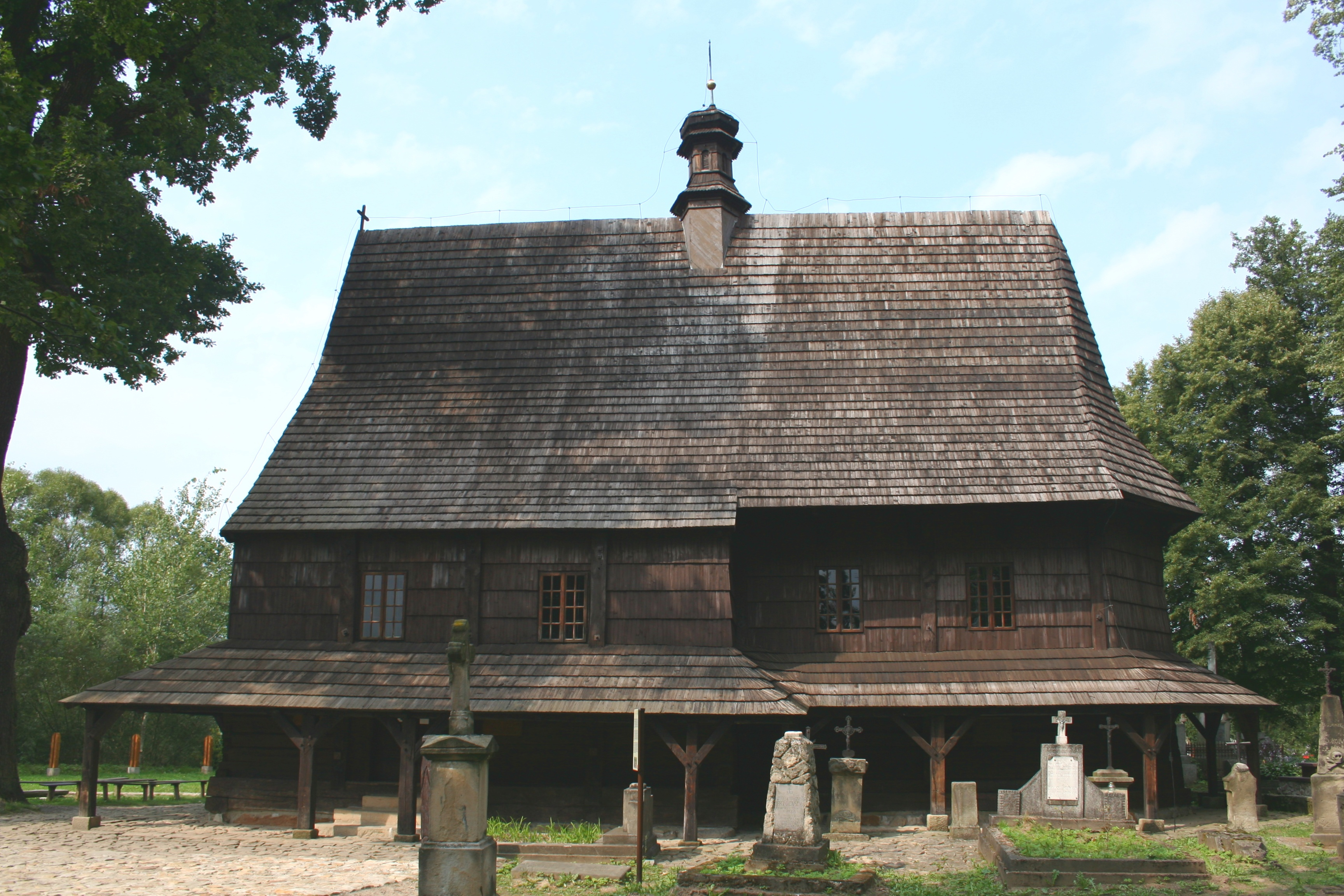
Lipnica Murowana
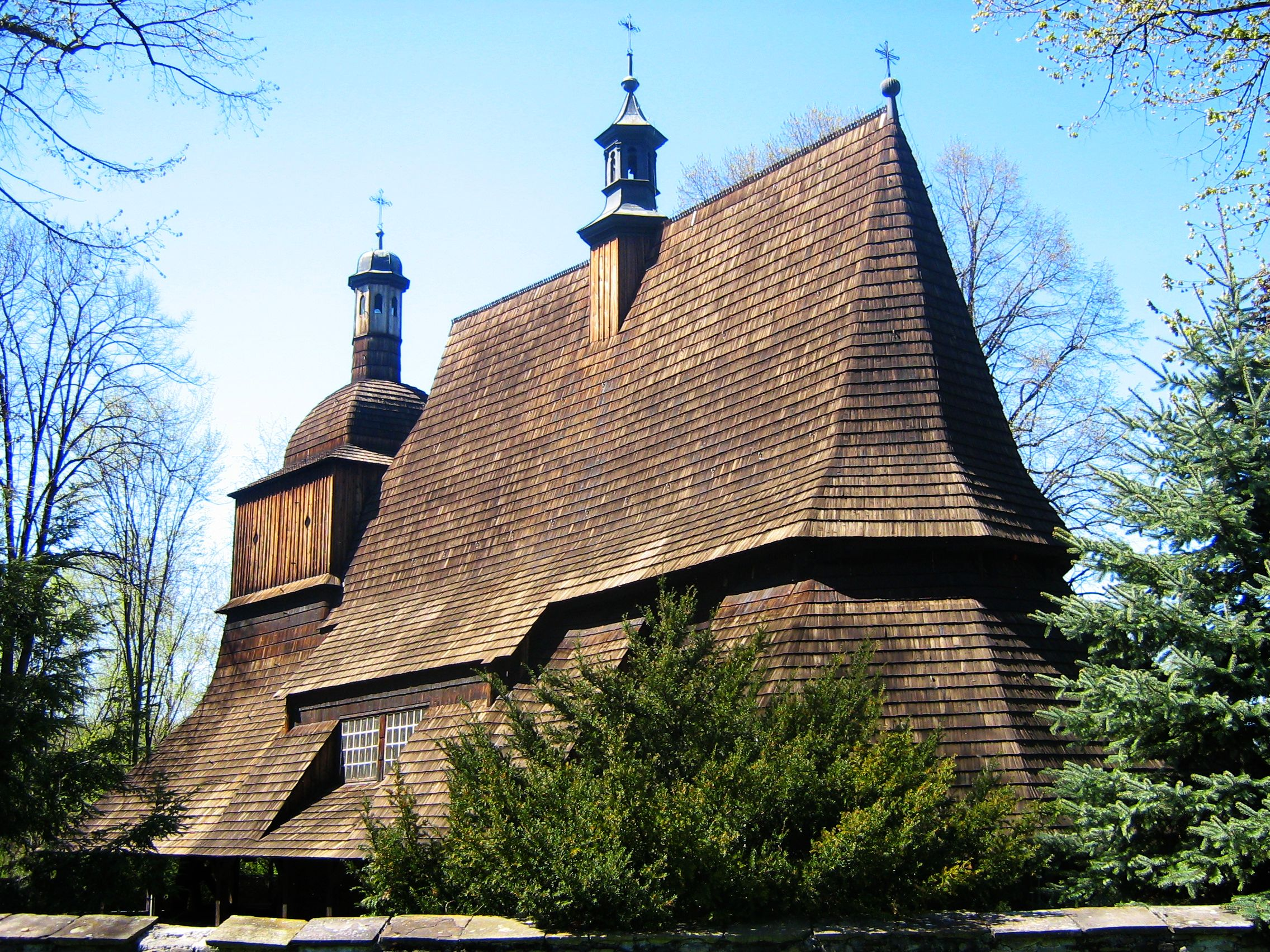
Sękowa